# Даніель Шош
Даніель Шош (угор. Dániel Sós, 10 серпня 1998) — угорський плавець. Учасник Чемпіонату світу з водних видів спорту 2017, де в попередніх запливах на дистанції 200 метрів комплексом посів 22-ге місце і не потрапив до півфіналу.